# William Knowland
William Fife Knowland (ur. 26 czerwca 1908 w Alameda, zm. 23 lutego 1974 w Guerneville) – amerykański polityk, członek Partii Republikańskiej.

## Działalność polityczna
Od 1933 do 1935 zasiadał w Zgromadzeniu Stanowym Kalifornii, a następnie do 1939 w Senacie stanu Kalifornia. W okresie od 26 sierpnia 1943 do 2 stycznia 1959 był senatorem Stanów Zjednoczonych z Kalifornii (1. Klasa).
Jego ojcem był Joseph R. Knowland.